# زن‌ها فرشته‌اند ۲
زن‌ها فرشته‌اند ۲ فیلمی در گونهٔ کمدی به کارگردانی آرش معیریان و تهیه‌کنندگی حسین فرح‌بخش محصول سال ۱۳۹۸ است.
این فیلم ادامه داستان قسمت اول زن‌ها فرشته‌اند می‌باشد.
این فیلم ابتدا قرار بود که در نوروز ۱۳۹۹ اکران شود، اما به دلیل شیوع ویروس کرونا، اکران این فیلم به بعداً موکول شد.
این فیلم در تاریخ ۲۵ تیر ۱۳۹۹ در سینماهای ایران اکران شد.

## بازیگران
- حسین خواجه‌امیری
- محمدرضا شریفی‌نیا
- علی صادقی
- نیوشا ضیغمی
- سحر قریشی
- نسرین مقانلو
- میرطاهر مظلومی
- سیروس همتی
- مریم سعادت
- مهتاج نجومی
- شهین تسلیمی
- صدیقه کیانفر
- حسین ملکی
- مهدی صارمی
- احمدرضا موسوی